# Lewis Heath
Lewis Macclesfield Heath (ur. 1885, zm. 1954) – generał porucznik i oficer British Army oraz British Indian Army przed i podczas I wojny światowej, w okresie międzywojennym i w czasie II wojny światowej. 

## Życiorys
Heath dowodził 5 Indyjską Dywizją Piechoty odnoszącą sukcesy podczas kampanii wschodnioafrykańskiej. 11 kwietnia 1941 został dowódcą wchodzącego w skład Malaya Command III Korpusu indyjskiego, który następnie brał udział w bitwie o Malaje. Nie był w stanie powstrzymać japońskiej ofensywy i spierał się ze swoim dowódcą, gen. por. Arthurem Percivalem, o sposób prowadzenia kampanii. Heath został wzięty do niewoli podczas bitwy o Singapur. 

## Kariera wojskowa
- Wstąpienie do British Indian Army w 1906 roku
- Służba w King's African Rifles w latach 1909–1913.
- I wojna światowa (1914–1918).
- Służba w Afganistanie w 1919 roku.
- Służba we wschodniej Persji w latach 1919–1921.
- Służba w 10/14 Pułku Punjab w 1928 roku.
- Dowódca 1. Batalionu 11. Pułku Sikh (1929–1933).
- Północno-zachodnia granica, Indie, 1930 rok.
- Północno-zachodnia granica, Indie, 1932 rok.
- Instruktor w Szkole Starszych Oficerów w Belgaum w Indiach w latach 1934–1936.
- Dowódca Brygady Wana (1936–1939).
- Północno-zachodnia granica, 1937 rok.
- Dowódca Dystryktu Deccan w 1939 roku.
- II wojna światowa (1939–1945).
- Dowódca 5. Indyjskiej Dywizji Piechoty (1939–1941).
- Dowódca III Korpusu indyjskiego na Malajach w latach 1941–1942.
- Jeniec wojenny w Singapurze, na Formozie i w Mandżurii pomiędzy 1942 a 1945 rokiem.
- Przejście na emeryturę w 1946 roku.